# The Pied Piper (1942)
The Pied Piper (Alternativtitel: Der Rattenfänger von Hameln) ist ein US-amerikanischer Kriegsfilm aus dem Jahr 1942 über einen englischen Gentleman, der wider Willen zum Retter einer Schar von Kindern aus dem besiegten Frankreich wird. Die Hauptrolle spielt Monty Woolley, der für seine Darstellung eine Nominierung für den Oscar als bester Hauptdarsteller erhielt. Regie bei dieser Verfilmung des gleichnamigen Romans von Nevil Shute führte Irving Pichel.

## Handlung
Mr. Howard, ein etwas misanthroper Engländer, erfährt während seines Urlaubs in Südfrankreich von der Niederlage und Evakuierung der britischen Armee aus Dünkirchen. Rasch ist der Entschluss gefasst, in die Heimat zurückzukehren. Obwohl er kaum etwas so verabscheut wie kleine Kinder, lässt sich Mr. Howard von einem Bekannten erweichen, dessen beide Kinder Ronnie und Sheila mit nach London zu nehmen. Auf der Fahrt nach Paris macht die Gruppe einen Stopp in Joigny, wo alle gezwungen sind, vom Zug in einen Überlandbus zu wechseln. Kurz vor Chartres schließt sich die kleine Rose der Truppe an. Kaum wieder auf dem Weg in die Hauptstadt, wird der Bus von einem deutschen Flugzeug beschossen. Im anschließenden Chaos findet Mr. Howard den traumatisierten Pierre, und damit das nächste Kind, um das er sich kümmern muss. Schließlich findet sich noch Willem, ein Kind aus Holland, das ebenfalls Teil der bunt zusammengewürfelten Truppe wird. Obwohl die Kinder verschiedene Sprachen sprechen, vermögen sie zu Mr. Howards Überraschung gut miteinander zu kommunizieren. In der Hoffnung auf etwas Entspannung legt Mr. Howard einen Zwischenaufenthalt bei der Familie Rougeron ein, alten Bekannten aus Vorkriegstagen. Die hübsche Tochter des Hauses, Nicole, gesteht dem überraschten Gast aus England, dass sie einst dessen Sohn geliebt habe, der einige Monate zuvor als Bomberpilot der Royal Air Force den Heldentod erlitt.
Gerade, als alle ein Boot besteigen wollen, um den Kanal zu überqueren, wird die Gruppe von Major Diessen, einem Angehörigen der Besatzungsarmee, gefangen genommen. Es gelingt Mr. Howard, den Offizier zu überzeugen, sie gehen zu lassen. Am Ende gelingt die Passage, und die Kinder sind in Sicherheit. Mr. Howard erzählt seinen Freunden im Club lediglich, wie einfach und unaufgeregt die Rückreise verlaufen sei.

## Hintergrund
Monty Woolley hatte 1942 neben seinem Auftritt in The Pied Piper einen zweiten großen persönlichen Erfolg in Der Mann, der zum Essen kam, der Verfilmung seines größten Bühnenerfolges.

## Auszeichnungen
Bei der Oscarverleihung 1943 erhielt der Film Nominierungen in den Kategorien:
- Bester Film
- Bester Hauptdarsteller – Monty Wooley
- Beste Kamera (Schwarzweißfilm) – Edward Cronjager